# Jewgeni Olegowitsch Luzenko
Jewgeni Olegowitsch Luzenko (russisch Евгений Олегович Луценко; * 25. Februar 1987 in Orenburg) ist ein russischer Fußballspieler.

## Karriere

### Verein
Luzenko begann seine Karriere bei Torpedo Moskau. Im September 2004 gab er gegen Krylja Sowetow Samara sein Debüt für die Profis von Torpedo Moskau in der Premjer-Liga. Dies blieb sein einziger Einsatz in der Saison 2004. In der Saison 2005 absolvierte er 18 Spiele, in denen er ein Tor erzielte. In der Saison 2006 spielte er 23 Mal im Oberhaus und machte drei Treffer. Mit den Moskauern stieg er zu Saisonende allerdings aus der Premjer-Liga ab. In der Saison 2007 kam er dann zu 24 Einsätzen in der Perwenstwo FNL. In der Saison 2008 machte er 35 Zweitligaspiele, mit Torpedo stieg er am Ende jener Spielzeit allerdings auch aus der FNL ab.
Daraufhin wechselte Luzenko zur Saison 2009 zum Drittligisten FK Stawropolje-2009. Im August 2009 schloss er sich dann dem Erstligisten FK Rostow an. Für Rostow spielte er bis Saisonende sechsmal im Oberhaus. In der Saison 2010 absolvierte er fünf Partien, ehe er im August 2010 an den Zweitligisten Saljut-Energija Belgorod verliehen wurde. Bis zum Ende der Spielzeit machte er zehn Zweitligaspiele, mit Saljut stieg er aus der FNL ab. Zur Saison 2011/12 kehrte der Angreifer nicht mehr nach Rostow zurück, sondern wechselte fest zum Zweitligisten SKA-Energija Chabarowsk. In seiner ersten Saison in Chabarowsk kam er zu 44 Einsätzen, in denen er 13 Mal traf. In der Saison 2012/13 erzielte er acht Tore in 29 Einsätzen.
Zur Saison 2013/14 wechselte Luzenko zum Ligakonkurrenten Mordowija Saransk. Für Mordowija kam er zu 26 Einsätzen in der FNL, in denen er vier Tore machte. Zu Saisonende stieg er mit Saransk in die Premjer-Liga auf. Im Oberhaus gelangen ihm in der Saison 2014/15 zwei Tore in 22 Einsätzen. In der Saison 2015/16 spielte er 27 Mal und erzielte zehn Treffer, mit Mordowija musste er allerdings wieder den Gang in die FNL antreten. Luzenko wechselte daraufhin innerhalb der zweiten Liga zum FK Dynamo Moskau. In seiner ersten Saison bei Dynamo erzielte er sechs Tore in 30 Zweitligaspielen, auch mit den Moskauern stieg er direkt ins Oberhaus auf. In diesem absolvierte er 2017/18 22 Spiele, in der Saison 2018/19 kam er in allen 30 Saisonspielen zum Einsatz.
Zur Saison 2019/20 zog Luzenko zum Ligakonkurrenten Arsenal Tula weiter. In der Saison 2019/20 erzielte er 15 Tore in 28 Einsätzen und war damit der drittbeste Torschütze der Liga. In der Saison 2020/21 absolvierte er 19 Spiele und traf zweimal. In der Spielzeit 2021/22 kam er in 21 Partien zum Einsatz, zu Saisonende stieg er mit Arsenal aus der Premjer-Liga ab.

### Nationalmannschaft
Luzenko spielte 2007 viermal für die russische U-21-Auswahl.